# Jaap Edenbaan
De Jaap Edenbaan is een sportcentrum in Amsterdam-Oost, met een kunstijsbaan en kunstijshal. De kunstijsbaan is de oudste nog in gebruik zijnde buitenbaan ter wereld. De buitenbaan werd in 1961 aangelegd en in 1989 en 2023 gerenoveerd. De ijshal voor ijshockey, shorttrack en kunstrijden, werd in 1973 geopend en tot in de jaren '90 ook gebruikt voor concerten. In 2025 wordt een nieuwe hal ontworpen die de bestaande zal vervangen.

## De kunstijsbaan
De Jaap Edenbaan was de als vijfde kunstijsbaan en derde 400 m baan ter wereld die werd aangelegd. Ze werd op 9 december 1961 geopend door Jaap Eden, de kleinzoon van de legendarische schaatskampioen Jaap Eden. Hierna waren de Nederlanders niet meer afhankelijk van natuurijs en begon hun opmars in de schaatssport.
In het eerste seizoen werden er al bijna driehonderdduizend bezoekers geteld. De eerste officiële wedstrijd vond plaats in het weekeinde van 25 en 26 februari 1962. De ijsbaan was vijf keer gastheer voor het NK allround en eenmaal van het NK sprint. De Jaap Edenbaan is de oudste van de anno 2015 nog in gebruik zijnde kunstijsbanen en is anno maart 2020 de nummer 17 op de lijst van snelste ijsbanen van Nederland.

### Renovatie
In 1989 en 2023 werd de baan gerenoveerd. Bij de renovatie vanaf 2023 werd gekozen om de buitenbaan niet te overkappen. Een dak zou geen noemenswaardig verschil in energieverbruik opleveren. Door de baan in vier koelsectoren op te delen, kan de ijsmeester de koeling lager zetten op beschaduwde delen en hoger op de delen die in de zon liggen. Door in fases te werken, kon de baan in de winter open blijven.
In 2023 werd de gemeente eigenaar van het sportcomplex en kon de renovatie beginnen. Dat jaar werd de vloer van de buitenbaan geheel vervangen, de krabbelbaan verplaatst en een nieuwe techniekruimte gebouwd. De roestgevoelige stalen vloerbuizen werden vervangen door kunststof. In 2024 kreeg de vloer een definitieve coating en werd gewerkt aan de koelleidingen. In 2025 werd de koeltechnische installatie verplaatst en vernieuwd. Het electrisch geregelde koelsysteem werkt sindsdien met alkali, een verdunde vorm van het eerder gebruikte 100% ammoniak.

### Grote kampioenschappen
- 1962 - NK allround
- 1965 - NK allround
- 1967 - NK allround
- 1968 - NK allround mannen
- 1971 - NK allround
- 1971 - NK sprint mannen
- 1998 - NK marathon kunstijs
- 2007 - NK marathon kunstijs
- 2016 - NK marathon kunstijs
- 2020 - WK voor studenten
- 2023 - NK marathon kunstijs

### Baanrecords
| Afstand         | Schaatser              | Land    | Tijd     | Datum         |
| --------------- | ---------------------- | ------- | -------- | ------------- |
| 100 m           | Aron Romeijn           | NED     | 9,72     | 22-02-2020    |
| 500 m           | Yamato Matsui          | JPN     | 35,73    | 10-03-2020    |
| 1000 m          | Yamato Matsui          | JPN     | 1.13,14  | 12-03-2020    |
| 1500 m          | Boris Kusmirak         | NED     | 1.53,08  | 15-03-2008    |
| 3000 m          | Mark Ooijevaar         | NED     | 3.56,39  | 19-01-2014    |
| 5000 m          | Mark Ooijevaar         | NED     | 6.49,74  | 13-11-2011    |
| 10.000 m        | Mark Ooijevaar         | NED     | 14.12,66 | 15-02-2015    |
| 2×500 m         | Wouter van Unen        | NED     | 95,350   | 07-12-2013    |
| Sprintvierkamp  | Ron Ket Dietmar Semler | NED GER | 157,850  | 13/14-02-1982 |
| Minivierkamp    | Joris de Jong          | NED     | 164,653  | 07/08-02-2015 |
| Kleine vierkamp | Hein Vergeer           | NED     | 168,576  | 13/14-02-1982 |
| Grote vierkamp  | Jan Bols               | NED     | 176,443  | 10/11-01-1971 |

| Afstand         | Schaatsster               | Land | Tijd     | Datum         |
| --------------- | ------------------------- | ---- | -------- | ------------- |
| 100 m           | Dione Voskamp             | NED  | 10,52    | 22-02-2020    |
| 500 m           | Irina Koeznetsova         | RUS  | 39,38    | 10-03-2020    |
| 1000 m          | Sanneke de Neeling        | NED  | 1.20,11  | 12-03-2020    |
| 1500 m          | Miranda Dekker            | NED  | 2.06,69  | 23-03-2013    |
| 3000 m          | Roza Blokker              | NED  | 4.26,51  | 19-01-2014    |
| 5000 m          | Esmee Visser              | NED  | 7.34,70  | 11-03-2020    |
| 10.000 m        | Melissa van Pierre        | NED  | 16.15,59 | 19-03-2022    |
| 2×500 m         | Marian van der Zwet       | NED  | 98,700   | 06-02-1972    |
| Minivierkamp    | Benita de Man             | NED  | 182,303  | 07/08-02-2015 |
| Kleine vierkamp | Sandra Bijlert-Burgerhout | NED  | 200,432  | 22/23-11-2014 |

## Edenhal
Op 31 oktober 1973 werd aan de buitenbaan ook een indoorcomplex toegevoegd, de Edenhal. De Edenhal werd onder meer gebruikt voor het NK kunstrijden op de schaats in 1974 en 2013. In de ijshal traden muzikale grootheden op als Bob Marley, Frank Zappa, The Carpenters, Neil Diamond, ABBA, Fats Domino, The Doobie Brothers en AC/DC.
De ijshockeyvereniging Amstel Tijgers is vaste bespeler van de ijshal. Ook shorttrackers en kunstrijders maken er gebruik van. De enkele ijshal werd in de 2020er jaren zo druk gebruikt, dat er wachtlijsten waren bij de verenigingen. Door achterstallig onderhoud, bijvoorbeeld zichtbaar door schimmel op plafonds, was de hal toe aan renovatie. In 2021 werd besloten om de oude ijshal te vervangen door twee ijshallen. Door stijgende prijzen werd in 2023 gekozen voor sloop en nieuwbouw van een enkele hal.

## Concerten
- 12-01-1976 James Brown
- 25-03-1976 John Denver
- 26-03-1976 Neil Young & Crazy Horse
- 13-06-1976 Bob Marley / The Wailers
- 22-09-1976 Crosby & Nash
- 10-10-1976 Marvin Gaye
- 16-11-1976 The Carpenters
- 04-02-1977 ABBA
- 26-02-1977 Status Quo
- 13-04-1977 Fleetwood Mac
- 02-05-1977 Frank Zappa
- 03-06-1977 Neil Diamond
- 19-05-1978 Iggy Pop
- 22-10-1978 AC/DC
- 11-11-1978 World Tour Jerry Lee Lewis
- 20-11-1978 Eric Clapton
- 30-11-1978 Peter Gabriel
- 19-02-1979 Status Quo
- 11-05-1979 Turbo / Ted Nugent
- 15-06-1979 Van Halen
- 12-11-1979 AC/DC
- 17-04-1980 The Police
- 17-10-1980 The Cure
- 10-05-1981 The Clash
- 01-05-1982 Scorpions / Trust / Iron Maiden / Blackfoot
- 14-06-1983 Dire Straits
- 30-08-1984 The Cure
- 20-10-1984 Dio /  Queensryche
- 16-11-1985 Gary Moore, Mama's Boys, Avalon
- 09-03-1986 Accept / UFO / Dokken
- 25-04-1986 Come Out and Play (Twisted Sister/Heloise)
- 05-11-1987 Public Enemy, Eric B & Rakim & LL Cool J (Def Jam Tour)
- 01-04-1988 Def Leppard, McAuley Schenker Group
- 18-06-1988 UB40
- 18-09-1989 André Hazes
- 22-09-1989 Jose Feliciano
- 04-11-1989 The Poques
- 16-11-1989 James Last
- 23-11-1989 Ziggy Marley
- 01-11-1990 Black Sabbath
- 13-07-1991 Pixies

### Grote kampioenschappen
- 06/07-03-1977 - 1e Open Nederlands Kampioenschap Shorttrack
- 04/05-03-1978 - 2e Open Nederlands Kampioenschap Shorttrack
- 10/11-03-1979 - 3e Open Nederlands Kampioenschap Shorttrack
- 11/11-12-1983 - Interlandwedstrijd Groot-Brittannië - Nederland
- 21/21-10-1984 - 1e Jaap Eden Trofee Shorttrack
- 15/17-03-1985 - Wereldkampioenschap Shorttrack
- 1986 - Nederlands Kampioenschap Shorttrack
- 1987 - 1e Open Nederlands Kampioenschap Shorttrack Junioren
- 1990 - Wereldkampioenschap Shorttrack
- 1996 - Nederlands Kampioenschap Shorttrack
- 2001 - Worldcup Shorttrack (Olympisch Kwalificatie Wedstrijd)
- 2008 - Nederlands Kampioenschap Shorttrack
- 27/01-03-2009 - 1e Finale Europacup StarClass/Danubia series
- 2013 - Nederlands Kampioenschap Shorttrack
- 2013 - StarClass (Europacup) Shorttrack
- 2014 - Nederlands Kampioenschap Shorttrack
- 03/05-10-2014 - 28e Open Nederlands Kampioenschap Shorttrack (Junioren)
- 2015 - Nederlands Kampioenschap Shorttrack
- 2016 - Nederlands Kampioenschap Shorttrack
- 2017 - Nederlands Kampioenschap Shorttrack
- 08/10-10-2021 - StarClass (Europacup) Shorttrack
- 16/23-04-2023 Masters International Short Track Games (Officieus WK Masters)

## Jaap Edenstraat
Er bestaat sinds 1958 in Amsterdam ook een Jaap Edenstraat maar deze ligt in Geuzenveld.

## Trivia
Tijdens de Olympische Winterspelen van 2022 werden door de NOS de voor-en nabeschouwingen van de schaatswedstrijden en het programma Studio Peking vanaf de Jaap Edenbaan uitgezonden, omdat vanwege de coronapandemie die in 2020 uitbrak, geen buitenlanders naar deze spelen mochten afreizen, waardoor het niet mogelijk was om deze uitzendingen te maken vanuit Peking waar de Spelen werden gehouden. Hiervoor werd een studio gebouwd bij de baan.